# تشاك أوستن
تشاك أوستن (بالإنجليزية: Chuck Austen)‏ (1960، كاليفورنيا في الولايات المتحدة)؛ روائي أمريكي.